# Ocean View (Delaware)
Ocean View je gradić u američkoj saveznoj državi Delaver. Prema popisu stanovništva iz 2010. u njemu je živjelo 1.882 stanovnika.